# Vegyes elrendezésű kétutas faktoriális ANOVA
A vegyes elrendezésű kétutas faktoriális ANOVA egy statisztikai eljárás, melynek segítségével két független változó hatásának erősségét (főhatását) és egymásra hatásuk (interakciójuk) mértékét kalkuláljuk, milyenségét vizsgáljuk egy függő változó módosulásaira nézve. A módszert akkor használjuk, ha a kísérletünkben két független változót (ún. faktort) tesztelünk, a független változókban két vagy több kondíció (szint) van jelen, és a faktorok egyikében ugyanazokat a vizsgálati személyeket, míg a másikban eltérőeket használunk.

## Példakísérlet
A módszer alkalmazásának jó példáját nyújtja Bruner és Postman (1947) vizsgálata. A kutatók arra voltak kíváncsiak, hogy van-e hatása, és ha van, akkor milyen hatása van a kiolvasáshoz szükséges időre annak, ha egy obszcén szavakat tartalmazó, vagy egy teljesen átlagos, ronda szavakat nem használó filmet látnak a vizsgálati személyek a kísérlet előtt.
A vizsgálati személyek egyik csoportjának tehát először végig kellett nézni egy 18-as korosztály számára nézhető filmet, míg a másik csoportnak egy 12 éves korosztály számára ajánlottat. Ezt követően a vizsgálati személyeket egy tachisztoszkópos vizsgálatnak vetették alá, melynek lényege hogy obszcén, kétértelmű (melyek értelme a kontextustól függően lehet káromkodás de semleges is) és semleges szavakat vetítettek rövid felvillanási idővel a képernyőre. A vizsgálati személyek feladata az volt, hogy kiolvassák ezeket a szavakat. Amennyiben nem sikerült kiolvasni bizonyosakat, úgy szisztematikusan növelni kezdték az erre a szóra vonatkozó felvillanási időt egészen addig amíg a kiolvasás meg nem történt. A kísérlet során a kiolvasáshoz szükséges felvillantási időt regisztrálták a kutatók, mint függő változót.
A vizsgálatban tehát két csoport volt (ronda szavak filmje és normális szavak filmje), de mindegyik csoportba tartozó emberek végigmentek mind a három típusba tartozó szókiolvasási próbán, vagyis a vizsgálat egyik független változójában különböző, második független változójában azonos személyeket használtak adatforrásul, a vizsgálat tehát vegyes elrendezésű.
| Vizsgálati személy | Film típusa | Szó típusa | Szó típusa | Szó típusa |
| Vizsgálati személy | Film típusa | obszcén    | kétértelmű | semleges   |
| ------------------ | ----------- | ---------- | ---------- | ---------- |
| 1                  | 1           | 100        | 40         | 50         |
| 2                  | 1           | 90         | 70         | 50         |
| 3                  | 1           | 75         | 70         | 65         |
| 4                  | 1           | 110        | 55         | 70         |
| 5                  | 1           | 90         | 75         | 90         |
| 6                  | 1           | 85         | 65         | 55         |
| 7                  | 2           | 60         | 65         | 50         |
| 8                  | 2           | 70         | 60         | 60         |
| 9                  | 2           | 65         | 60         | 55         |
| 10                 | 2           | 50         | 75         | 75         |
| 11                 | 2           | 65         | 45         | 85         |
| 12                 | 2           | 75         | 50         | 50         |

## A statisztikai vizsgálat elvégzése SPSS 16 segítségével
Az első lépés hogy az adatokat négy változóban fel kell vinni az SPSS 16 adathalmazába. A film változó jelentse azt hogy milyen típusú filmet ('1' normális, '2' obszcén) nézett a vizsgálati személy, az obscene, ambiguous és neutral változók pedig az obszcén, megtévesztő és semleges szavak ms-ban megadott átlagos kiolvasási idejét jelölje.
A második lépés a statisztikai eljárás elindítása. Az SPSS menüsoron ki kell választani a következőket: Analyze → General Linear Model → Repeated Measures. Ha jól kattintottunk, akkor a Repeated Measures Define Factors(s) dialogboxnak kell fogadnia, ahol be kell állítanunk a független változókat (faktorokat) és szintjeik (kondícióik) számát, de csak azokat ahol ugyanazokat a vizsgálati személyeket használtuk. Jelen esetben az eltérő szavak esetében használtunk ugyanolyan vizsgálati személyeket, tehát azt írjuk be hogy word és azt írjuk a number of level részhez hogy 3.
Fontos tudni, hogy az ebben az ablakban megadott faktor neve nem lehet azonos azokkal a változókkal amit az SPSS adatbeviteli mezőiben adtunk meg.
Ha készen vagyunk a faktorok hozzáadásával, akkor a Define gombra kattintva megjelenik a Repeated Measures dialogbox. Ezen a helyen társítanunk kell az SPSS 16 adatbeviteli mezőiben megadott változóneveket azzal a faktorral aminek a három szintjét éppen az előbb állítottuk be. Ahhoz hogy ezt a társítást végrehajtsuk, ki kell jelölni a bal oldali változókból azokat amelyek a word faktor kondíciói, vagyis az obscene, amiguous és neutral változókat. A megmaradt film nevű változót (mely független változóban nem ugyanazokat a vizsgálati személyeket használjuk) a Between Subject Factor(s) részhez tesszük át.
Ha a változók definiálásával megvagyunk, akkor következő lépésben be kell állítani azokat a műveleteket, amiket szeretnénk hogy az SPSS elvégezzen az adatainkon. Ehhez kattintsunk az Options gombra. Ekkor a Repeated Measures:Options dialogbox jelenik meg előttünk, ahol válasszuk ki Descriptive Statistics-et hogy megkapjuk az adataink leíró statisztikáját, az Estimates of Effect Size gombot hogy a program kiszámolja a hatásnagyságot és a Homogeneity tests gombot hogy összehasonlítsa a program az egymástól független vizsgálati személyeket használó csoportok varianciáját.
Ezt követően a Continue gombra kattintva visszatérünk a főmenübe, ahol célszerű a grafikont előre megkérnünk. A Plots gombra kattintva megjelenik a Profile Plots párbeszédablak, ahol a Horizontal Axis menübe kell áthelyeznünk az egyik független változónkat (legyen ez most a word), a Separate Lines menübe a másik független változónkat (legyen ez most a film). Hagyomány szerint mindig a nagyobb kondíciószámú faktort helyezzük a vízszintes tengelyre, ezt tartsuk észben más számítások esetében is! Ezt követően az Addra kattinthatunk majd a Continue gombbal elhagyhatjuk a szövegdobozt és nem marad más mint az OK-al elküldve lefuttatni a tesztet.

## Az SPSS 16-tal elvégzett vegyes elrendezésű kétutas faktoriális ANOVA eredményeinek értelmezése
Az SPSS output viewer tíz táblázatot fog mutatni, de az értelmezéshez elegendő összesen ötöt figyelembe venni: (1) Descriptive Statistics, (2) Mauchly's Test of Sphericity, és (3) Tests of Within Subjects Effects, (4) Levene's Test of Equality of Error Variances, (5) Tests of Between Subjects Effects.
1. A Descriptive Statistics táblázatban az átlag és a szórás értékei láthatóak minden egyes változóra külön kiszámítva.

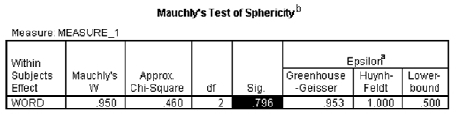

2. A vegyes elrendezésű vizsgálatok legalább egy részében ugyanazokat a vizsgálati személyeket használjuk. Ebből az következik hogy a különböző kondíciókból származó adatok valamilyen konzisztenciát, vagy valamilyen irányú együttváltozást fognak mutatni. A Mauchly's Test of Sphericity táblázat pontosan ennek a feltevésnek a hitelességéről ad információt. Amennyiben a teszt eredménye nem szignifikáns (a Sig oszlop értéke nagyobb mint 0.05), úgy az adatok konzisztenciájára vonatkozó feltevés helyes. Ennek a vizsgálatnak a segítségével azt döntjük el, hogy a Tests of Within Subjects Effects táblázatból mely eredményeket fogadjuk el hitelesnek. Ha a konzisztenciára vonatkozó feltevés helytálló, akkor a táblázat „Sphericity Assumed F value” értékét kell majd figyelembe venni, ha viszont az adatok nem konzisztensek, úgy a „Greenhouse-Geisser corrected degrees of freedom and significance level” sort kell csak néznünk. Fontos megjegyezni, hogy csak akkor látunk eredményt a Mauchly's Test-nél ha a faktorunk legalább három vagy annál több kondícióval rendelkezik. Jelen esetben csak a word az egyedüli ilyen faktor, de továbbá az egyedüli amelyikben ugyanazokat a vizsgálati személyeket használtuk, tehát mindkét dolog miatt csak a word faktorra kapunk becslést.  Jelen esetben a WORD faktor szignifikanciaszintje (0.796) azt mutatja, hogy az adatok konzisztensek, tehát a „Sphericity Assumed F value” sort kell érvényesnek tekinteni a Tests of Within Subjects Effects táblázatban.
3. A Tests of Within Subjects Effects mutatja az F értékeket és szignifikanciaszinteket mindazon változókra, amelyek legalább egyszer ismételték ugyanazoknak a vizsgálati személyeknek a használatát. Jelen példában a word az egyetlen ilyen faktor de az elemzés bemutatja a word és a  film faktorok interakcióját is. Szignifikáns főhatása van a word változónak (F(2,20)=5.742, p=.011, ή²=.365), mely szerint a szavak típusának (obszcén, kétértelmű, vagy semleges) erős befolyása van arra, hogy milyen hosszú ideig kell prezentálni őket a sikeres kiolvasáshoz. Interakció van továbbá a film és word faktorok között (F(2,20)=3.585, p= .047,ή²=.264), azonban hogy ennek az interakciónak a természetét lássuk, az előállított grafikont kell majd jobban szemügyre venni.
4. A Levene’s Test of Equality of Error Variances táblázat segítségével azt a statisztikai hipotézist vizsgálhatjuk meg, hogy a függő változó (ms-ban megadott prezentációs idők) varianciája, a különböző vizsgálati személyeket használó faktorok minden kondíciójában egyenlő-e. Meg kell jegyezni, hogy a vegyes elrendezésű faktorális ANOVA esetében fontos előfeltevés, hogy a varianciák megközelítően azonosak. Ha a Levene teszt szignifikáns eredményt mutat (vagyis a Sig oszlop kevesebb mint 0.05) ez az előfeltevés nem állja meg a helyét és az ANOVA teszt eredménye megbízhatatlan. Ha a Levene teszt eredménye nem szignifikáns (vagyis a Sig oszlop nagyobb mint 0.05), akkor feltételezhetjük, hogy a varianciák hasonlóak. Ha a jelen példavizsgálat adatain futtatjuk le a tesztet, akkor azt fogjuk látni, hogy a Levene teszt háromszor fut le. E három lefutás során az obszcén, a kétértelmű és semleges szavak kiolvasási idejeit hasonlítja össze az előzetesen látott film kategóriabontása által. Mindhárom eredmény nem szignifikáns (p=0.468, p=0.577 és p=1.000), vagyis a két kísérleti kondíció (normális és obszcén szavas film) esetében a varianciák nem különböznek szignifikánsan egymástól. Ez azt jelenti, hogy a Tests of Between Subjects Effects táblázat eredményei megbízhatóak.
5. A Tests of Between Subjects Effects táblázat mutatja azoknak a faktoroknak a főhatás kalkulációit, amelyek különböző vizsgálati személyeket használtak. Jelen esetben csak a film nevű faktor tartozik ebbe a kategóriába, melynek ez úttal szignifikáns főhatása van (F(1,10)=9.093, p=.013, ή²=.476) jelezve, hogy az előzetesen látott film befolyásolja a szavak kiolvasásához szükséges prezentációs időt. Hogy ezt a kapcsolatot jobban megértsük a már korábban meghívott grafikont kell tanulmányoznunk.

A grafikonról tisztán látszik, hogy a 3. típusba tartozó (semleges) szavak kiolvasása nem különbözött egymástól lényegesen obszcén és normál filmet látott csoportok között. Nem lényeges a különbség a 2. kategória (megtévesztő) szavainál sem, viszont lényeges eltérés van az első típusú (obszcén szavak esetében). Azok a személyek akik normális filmet láttak a kiolvasási teszt előtt, sokkal ellenállóbbak voltak az obszcén szavak felismerésében mint akik már találkoztak a trágársággal.
A csoportátlagok közötti szignifikáns eltérések vizsgálata nem része a tesztnek, ezért az SPSS 16 menüből nem is érhető el közvetlenül ez a funkció. Ha mégis le szeretnénk futtatni, akkor az SPSS syntax editorát kell használnunk. Ha például a bemutatott vizsgálatban arra vagyunk kíváncsiak hogy van e szignifikáns eltérés az obszcén-normális dimenzióban a különböző szócsoportokban külön-külön, akkor a már megismert Analyze → General Linear Model → Repeated Measures ablakban az adatok hozzáadása után az OK helyett a Paste gombra kattintva hozzáadhatunk egy sort, mely a Bonferroni páros összehasonlítást fogja meghívni:
/ EMMEANS = TABLES (var1 * var2) COMPARE (var2) ADJ (BONFERRONI)
Világos hogy a jelen példában a var1 és var2 kifejezéseket ki kell cserélnünk a word és film változókra. A COMPARE részbe pedig azt a változót kell beírni amelyik dimenzióban szeretnénk az összehasonlítást végeztetni. A példa alapján mi az obszcén-normális dimenzióra voltunk kíváncsiak így a film változó kerül oda. Miután a beírást sikeresen elvégeztük a syntax ablak menüsoráról ki kell választani Run → All opciót mely lefuttatja a tesztet.

## Vegyes elrendezésű vizsgálat 3 vagy több faktor esetén
SPSS 16-ban a jelenlegihez hasonlóan a General Linear Model → Repeated Measures ANOVA opciót kell választani, ahol a további faktorneveket a Within-subjects variables és/vagy Between-subjects factors(s) mezőkhöz kell hozzáadni.